# Bartom
Bartom (persiska: بَرتون, برتمب, Bartūn, برتم, گَرتُمب) är en ort i Iran.   Den ligger i provinsen Hormozgan, i den sydöstra delen av landet, 1 000 km sydost om huvudstaden Teheran. Bartom ligger 49 meter över havet och antalet invånare är 412.
Terrängen runt Bartom är platt åt sydost, men åt nordväst är den kuperad.Runt Bartom är det ganska glesbefolkat, med 50 invånare per kvadratkilometer. Närmaste större samhälle är Zīārat, 7,7 km nordost om Bartom. Trakten runt Bartom är ofruktbar med lite eller ingen växtlighet.